# Gregoras (mestre dos soldados)
Gregoras foi um oficial bizantino de meados ou finais do século VI. Nada se sabe sobre ele além daquilo que consta em seu selo. No obverso há um monograma cruciforme com seu nome e no reverso há uma inscrição que indica que foi mestre dos soldados, porém sem indicar a região.